# Shay Cullen
Shay Cullen (ur. 27 marca 1943) − irlandzki misjonarz pracujący na Filipinach.

## Życiorys
Został wyświęcony na kapłana w 1969 r. Jest członkiem Towarzystwa Misyjnego św. Kolumbana. Pracuje na FIlipinach, gdzie został wysłany bezpośrednio po święceniach.
W 1974 roku założył tam fundację PREDA, zajmującą się zwalczaniem handlu dziećmi i rehabilitacją ofiar tego procederu, propagowaniem idei i prowadzeniem Sprawiedliwego Handlu (PREDA Fair Trade), a także pomocą dyskryminowanym plemionom tubylczym, za co otrzymał m.in. prestiżową nagrodę praw człowieka od miasta Weimar w Niemczech. Wraz ze swoją fundacją był czterokrotnie nominowany do Pokojowej Nagrody Nobla.
Do Polski przybył we wrześniu 2010 i w listopadzie 2012 roku na zaproszenie Polskiego Stowarzyszenia Sprawiedliwego Handlu "Trzeci Świat i My"; odwiedził dwukrotnie Poznań, był też raz w Warszawie.